# Cymindis (Cymindis)
Sous-genre
Synonymes
- Anomaeus Fischer von Waldheim, 1821
- Arrhaeus Motschulsky, 1864
- Psammastes Motschulsky, 1864
- Tarus Clairville, 1806

Cymindis est un sous-genre de coléoptères de la famille des Carabidae, de la sous-famille des Harpalinae, de la super-tribu des Lebiitae, de la tribu des Lebiini et de la sous-tribu des Cymindidina.

## Liste des espèces
C. (C.) angularis - C. (C.) humeralis - C. (C.) intermedia - C. (C.) kuznetzowi - C. (C.) larisae - C. (C.) lineata - C. (C.) ovipennis - C. (C.) scapularis